# Adephagia
Adephagia (Oudgrieks: Ἀδηφαγία) was in de Griekse mythologie de godin en personificatie van vraatzucht.

## Mythologie
Adephagia wordt in één bron genoemd. In die bron heeft ze een tempel op Sicilië, waarin ze, samen met Demeter, werd aanbeden.
"Er wordt ook gezegd dat er een tempel in Sicilië toegewijd is aan Vraatzucht (Adephagia), en een afbeelding van Ceres Sitos (Demeter; de maïs-gever)."